# Académie des lettres du Pakistan
L'académie des lettres du Pakistan est une académie nationale qui se concentre principalement sur la littérature pakistanaise et les domaines connexes. C'est la plus grande et la plus prestigieuse société savante du genre au Pakistan, avec des activités dans tout le pays. Elle a été fondée en juillet 1976 par un groupe d'écrivains, poètes, essayistes, dramaturges et traducteurs pakistanais de renom, inspirés par l'Académie française.